# Unsymmetrical dimethylhydrazine
Unsymmetrical dimethylhydrazine (UDMH; 1,1-dimethylhydrazine; heptyl) là một hợp chất hóa học với công thức H2NN(CH3)2 được sử dụng làm chất đẩy cho tên lửa. Nó là một chất lỏng nhớt, không màu, có mùi tanh và mùi amonia giống như các chất hữu cơ amines khác. Chất này sẽ chuyển sang màu vàng trong môi trường không khí và hấp thu oxygen và carbon dioxide. Nó có khả năng hòa tan trong nước, ethanol, và kerosene. Nồng độ hòa tan từ 2,5% đến 95% trong môi trường không khí, hơi của nó có khả năng cháy nổ. Hợp chất này nhạy cảm với các chấn động. Symmetrical dimethylhydrazine, 1,2-dimethylhydrazine cũng được biết đến nhưng không phổ biến bằng.

## Sản xuất
UDMH được sản xuất trong công nghiệp bằng hai cách. Dựa theo quy trình Olin Raschig, một phương pháp trong đó tạo ra UDMH bắt đầu bằng phản ứng giữa monochloramine và dimethylamine tạo ra 1,1-dimethylhydrazinium chloride:
(CH3)2NH + NH2Cl → (CH3)2NNH2 ⋅ HCl
Với sự có mặt của chất xúc tác thích hợp, acetylhydrazine có thể N-dimethylated nhờ formaldehyde và hydro để tạo ra N,N-dimethyl-N'-acetylhydrazine, chất này sau đó có thể thủy phân:
CH3C(O)NHNH2 + 2CH2O + 2H2 → CH3C(O)NHN(CH3)2 + 2H2O
CH3C(O)NHN(CH3)2 + H2O → CH3COOH + H2NN(CH3)2

## Ứng dụng
Ứng dụng phổ biến của UDMH là cùng với chất oxy hóa Đinitơ tetroxit hay ít phổ biến hơn là cùng với IRFNA (Axit Nitric bốc khói đỏ) hoặc Oxy lỏng làm nhiên liệu hypergolic cho tên lửa. UDMH là một dẫn xuất của hydrazine và đôi khi cũng được gọi là hydrazine. Nó được ký hiệu MIL-PRF-25604 như một loại nhiên liệu tại Hoa Kỳ.
UDMH là một hợp chất ổn định, và có thể trữ trong các hệ thống tên lửa nhiên liệu lỏng trong một thời gian dài, yếu tố này khiến cho mặc dù nó có giá thành cao nhưng vẫn được sử dụng làm nhiên liệu cho nhiều loại động cơ tên lửa nhiên liệu lỏng. Đối với một số loại động cơ như OMS trên tàu con thoi hoặc các động cơ dùng để cơ động trên quỹ đạo, monomethylhydrazine được sử dụng do nó có xung lực riêng cao hơn một chút.
Trong nhiều động cơ sử dụng nhiên liệu kerosene, UDMH hoạt động như là một nhiên liệu khởi động buồng đốt và làm nóng động cơ trước khi động cơ chuyển sang sử dụng nhiên liệu chính là kerosene.
UDMH có tính ổn định cao hơn hydrazine, đặc biệt là tại nhiệt độ cao, và nó có thể được sử dụng để thay thế hoặc kết hợp cùng với hydrazine dưới dạng hỗn hợp. UDMH được sử dụng trong nhiều thiết kế động cơ tên lửa của châu Âu, Nga, Ấn Độ, và Trung Quốc. Động cơ tên lửa liên lục địa SS-11 Sego, SS-19 Stiletto, Proton, Kosmos-3M, R-29RMU2 Layner, R-36M, Rokot của Nga và tên lửa Trường Chinh 2F của Trung Quốc là những loại tên lửa nổi tiếng sử dụng nhiên liệu UDMH (các kỹ sư tên lửa Liên Xô hay gọi nó là "heptyl"). Các tên lửa thuộc họ tên lửa Titan, GSLV, và họ tên lửa Delta sử dụng hỗn hợp bao gồm 50% hydrazine và 50% UDMH, còn gọi là Aerozine 50. Có thông tin cho rằng tên lửa liên lục địa mà Triều Tiên phát triển và thử nghiệm vào năm 2017 cũng sử dụng loại nhiên liệu này.

## An toàn
Hydrazine và các dẫn xuất methyl của nó tuy rất độc hại, nhưng giá trị LD50 chưa được công bố. Nó là tiền chất của dimethylnitrosamine, là chất gây ung thư.

## Link ngoài
- Encyclopedia Astronautica
- CDC – NIOSH Pocket Guide to Chemical Hazards